# Karl-Heinz Helbing
Karl-Heinz Helbing (* 7. března 1957 Mainz-Kastel, Německo) je bývalý německký reprezentant v řecko-římském zápase, bronzový z olympijských her a mistrovství světa.
Se zápasem začínal ve dvanácti letech v ASV Mainz 1888. V 16 letech získal titul německého juniorského šampióna v kategorii do 21 let. V roce 1975 překvapil jako osmnáctiletý nováček na Grand Prix Německa v Aschaffenburgu, když ve velterové váze vybojoval 3. místo. V roce 1976 vybojoval první seniorský národní titul a nominoval se na olympijské hry v Montréalu. Zde dosáhl svého největšího úspěchu, když ve velterové váze vybojoval bronzovou medaili. V roce 1979 vybojoval bronz na mistrovství světa v San Diegu. Na mistrovství Evropy byl dvakrát, v roce 1980 a 1984, čtvrtý. V roce 1984 startoval na olympiádě v Los Angeles. V kategorii do 74 kg obsadil šesté místo ve skupině A a do bojů o pořadí nepostoupil. V roce 1986 ukončil aktivní kariéru, zápasu se dále věnoval jako trenér.
Civilním povoláním byl instalatér, měl osm dětí z nichž některé se také věnovali zápasu. Jeho dcera Sabrina byla juniorskou mistrní Evropy.